# Chó Stephens Cur
Chó Stephens Cur là một chó săn mùi và là một giống chó thuộc về nhóm chó Cur. Giống chó này ban đầu được nuôi dưỡng bởi gia đình Stephens ở Đông Nam Kentucky. Những con chó giống này được gọi với biệt danh là "con chó đen nhỏ" được nuôi dưỡng bởi các thế hệ của gia đình này trong suốt một khoảng thời gian dài, trong hơn một thế kỷ. Năm 1970, chúng được công nhận là một giống chó riêng biệt và là một giống chó riêng biệt thuộc nhóm chó Cur. Chó giống này có bộ lông chủ yếu màu đen với các vằn màu trắng nhưng giới hạn dưới ba vằn. Giống chó này phù hợp cho việc săn bắn gấu trúc và sóc, nhưng cũng có thể được sử dụng để sủa lớn để cảnh báo về heo rừng. Loài này được đăng ký với Liên hiệp các Câu lạc bộ Chăm sóc Chó.

## Ngoại hình
Một con chó giống Stephens Cur thường có màu xám đen hoặc đen với các mảng màu trắng trên ngực, cổ và bàn chân. Loài này có đầu hình vòm với một mõm ngắn và đôi mắt màu nâu hoặc màu tối. Chúng có ngực rộng, cổ dài trung bình và có lớp lông mượt hoặc xù xì.
Chó Stephens Cur là một con chó cỡ trung bình, so với Chó Cur Miền núi và Chó Cur Mõm đen là những giống chó loại Cur có kích thước lớn hơn, tiêu chuẩn của Hiệp hội giống chó Stephens yêu cầu những con chó có cao từ 16 đến 23 inch (41–58 cm) và có trọng lượng không vượt quá 55 pound (25 kg).